# فرودگاه بین‌المللی تریبهوان
فرودگاه بین‌المللی تریبهوان  (به انگلیسی: Tribhuvan International Airport) (به زبان بومی: त्रिभुवन विमानस्थल) یک فرودگاه همگانی مسافربری با کد یاتا KTM است که یک باند فرود بتن دارد و طول باند آن ۳۰۵۰ متر است. این فرودگاه در شهر کاتماندو کشور نپال قرار دارد و در ارتفاع ۱۳۳۸ متری از سطح دریا واقع شده‌است.

## شرکت‌های هواپیمایی و مقصدهای پروازی

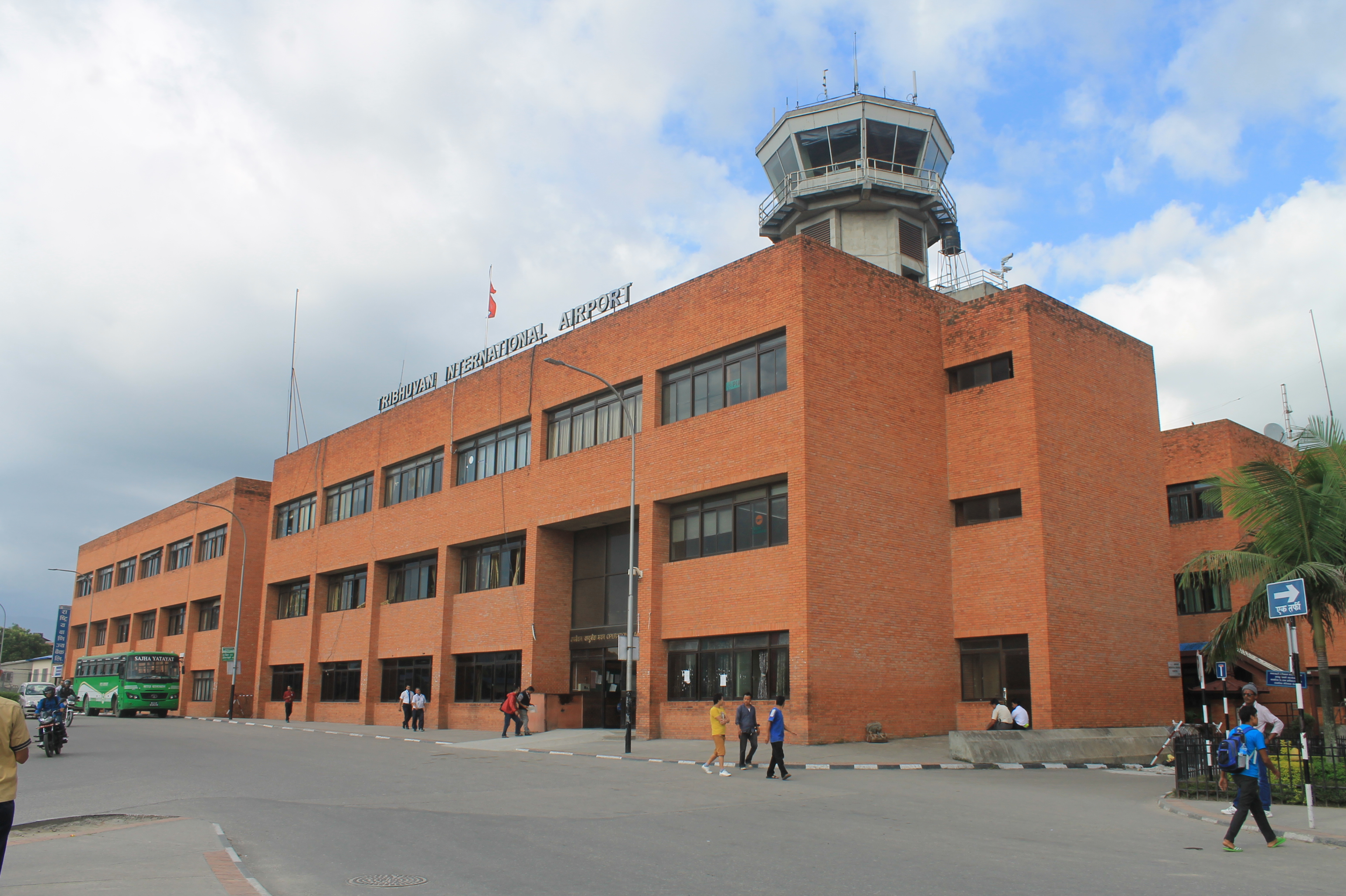
Operations building

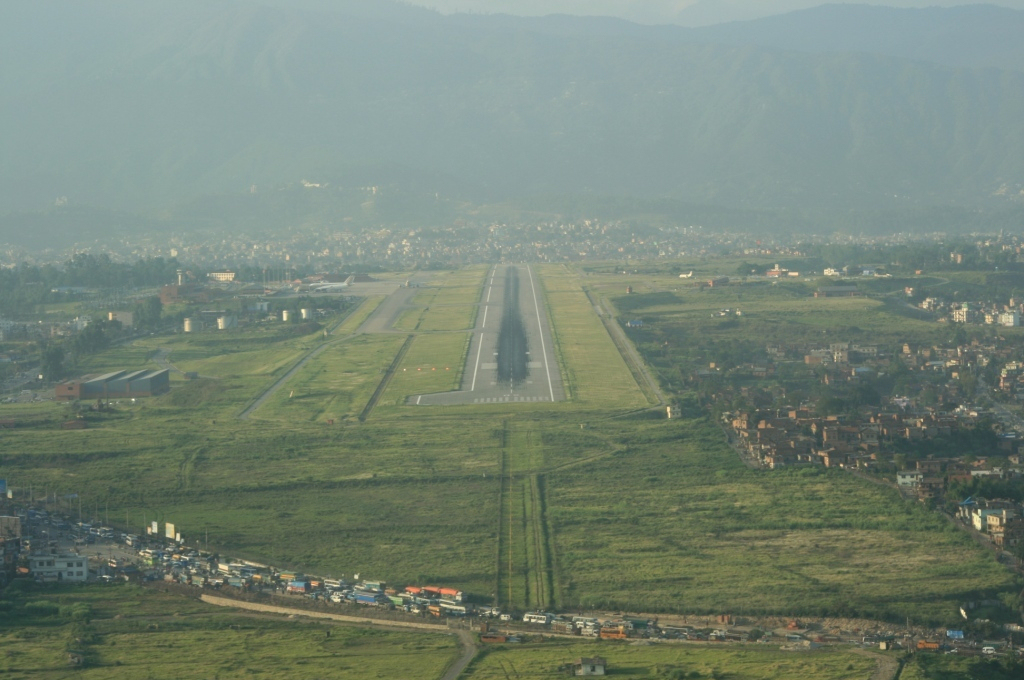
Aerial view

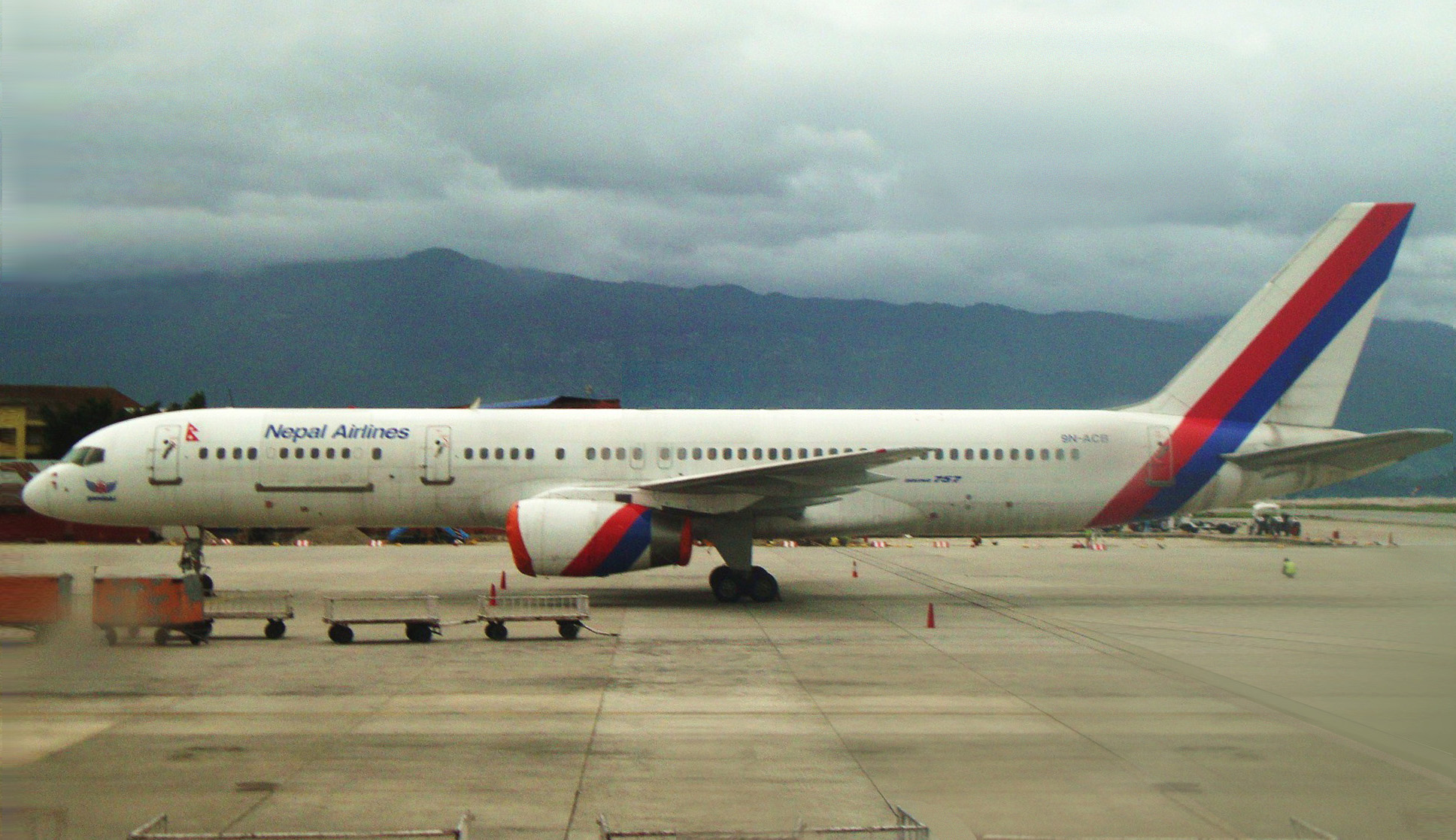
نپال ایرلاینز Boeing 757-200 '9N-ACB' at International Ramp TIA, Nepal

| شرکت‌های هواپیمایی      | مقصدهای پروازی |
| ---------------------- | --- |
| ایرآسیا ایکس           | کوالالامپور |
| ایر عربیا              | راس الخیمه، شارجه |
| ایر چاینا              | چنگدو شوانگلیو، لهاسا گونگار |
| ایر ایندیا             | ایندیرا گاندی، نتاجی سبهاش چندر بوس، بنارس |
| بوتان ایرلاینز         | ایندیرا گاندی، پارو |
| بیمان بنگلادش ایرلاینز | شاه‌جلال |
| بودا ایر               | بهادراپور، بهاراتپور، بیراتناگر، دهانگادهای، جاناکپر، نپالگونج، پوکارا، گوتاما بودا، سیمارا، تاملینگتار، بنارس |
| دراگون‌ایر              | هنگ کنگ |
| هواپیمایی شرقی چین     | کونمینگ چانگشوی |
| هواپیمایی جنوبی چین    | بایون گوآنگجو |
| دروک ایر               | ایندیرا گاندی، پارو |
| هواپیمایی اتحاد        | ابوظبی |
| فلای‌دبی                | آل مکتوم، دوبی |
| Himalaya Airlines      | باندرانیکی، ملک فهد (آغاز از 1 september 2017), حمد، آل مکتوم، کوالالامپور، یانگون |
| ایندی‌گو                | ایندیرا گاندی |
| کورین ایر              | اینچئون |
| مالزی ایرلاینز         | کوالالامپور |
| مالیندو ایر            | کوالالامپور |
| نپال ایرلاینز          | بنگالورو، سووارنابومی، بهادراپور، بهوجپور، بیراتناگر، روکومکوت، ایندیرا گاندی، دهانگادهای، حمد, دوبی، هنگ کنگ، کوالالامپور، لامیداندا، تنزینگ-هیلاری، چاتراپاتی شیواجی، فاپلو، پوکارا، رومجاتار، گوتاما بودا، تاملینگتار |
| عمان ایر               | مسقط |
| هواپیمایی قطر          | حمد |
| Regent Airways         | شاه‌جلال |
| سائوریا ایرلاینز       | گوتاما بودا، بهادراپور، بیراتناگر، نپالگونج |
| سیچوان ایرلاینز        | چنگدو شوانگلیو، لهاسا گونگار |
| سیلک‌ایر                | چانگی سنگاپور |
| Simrik Airlines        | گوتاما بودا، جومسوم، تنزینگ-هیلاری، پوکارا، سیمارا |
| Sita Air               | بیراتناگر، تریبهواناگار، جومسوم، تنزینگ-هیلاری، نپالگونج، پوکارا، تاملینگتار |
| Tara Air               | بهوجپور، لامیداندا، تنزینگ-هیلاری، نپالگونج، فاپلو، رامچاپ |
| تای ایرویز اینترنشنال  | سووارنابومی |
| تبت ایرلاینز           | چنگدو شوانگلیو، لهاسا گونگار, شی‌آن شیان‌یانگ (آغاز از ۲۴ اوت ۲۰۱۷) |
| ترکیش ایرلاینز         | آتاترک |
| US-Bangla Airlines     | شاه‌جلال |
| Yeti Airlines          | بهادراپور، گوتاما بودا، بهاراتپور، بیراتناگر، جاناکپر، نپالگونج، پوکارا، تاملینگتار |